# Sandvik (Södermanland)
Sandvik is een plaats in de gemeente Nynäshamn in het landschap Södermanland en de provincie Stockholms län in Zweden. De plaats heeft 96 inwoners (2005) en een oppervlakte van 182 hectare.